# Securitate

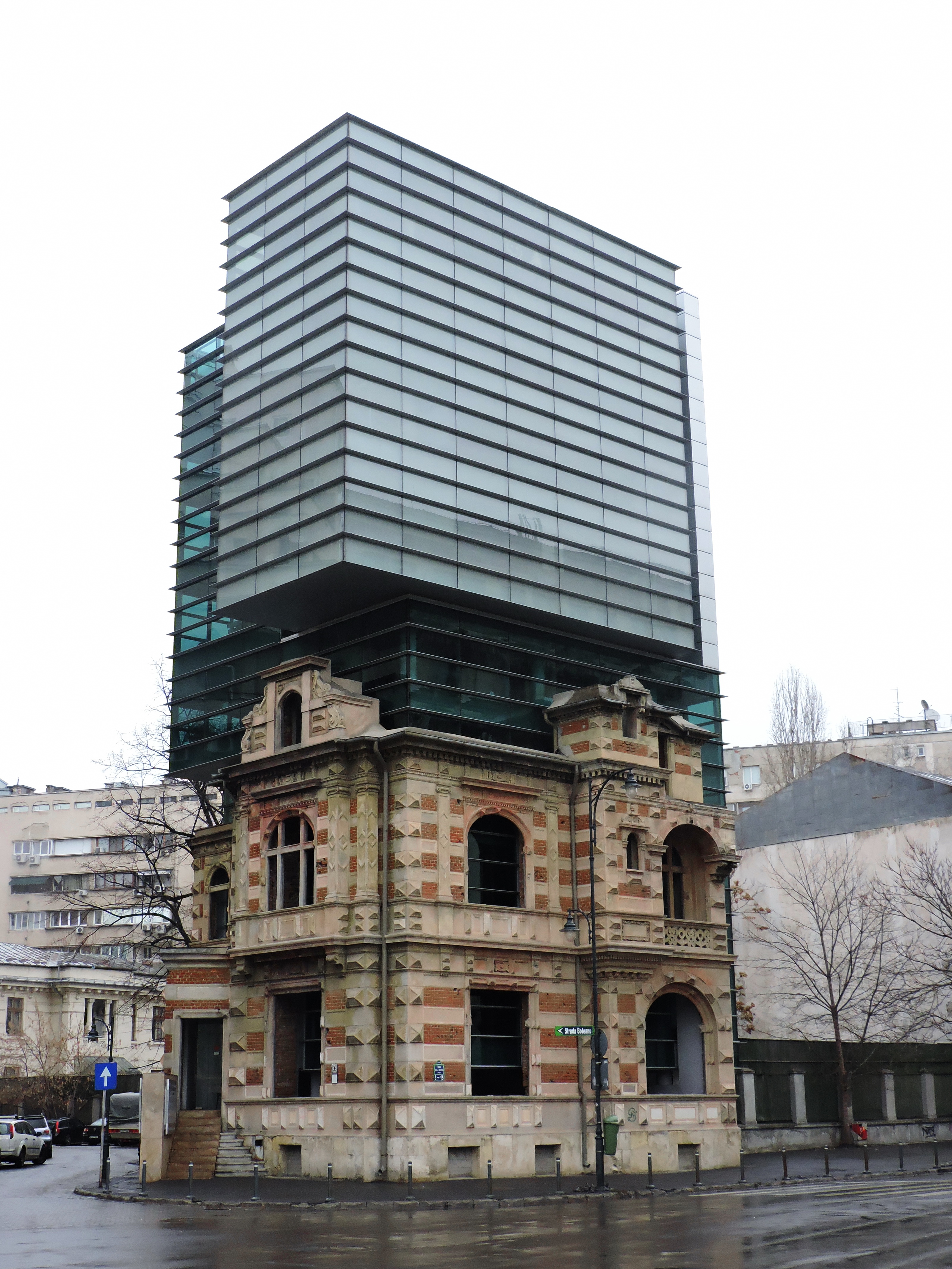
Nou edifici sobre les restes de l'antiga seu general de la Securitate a Romania.

La Securitate (en romanès: Departamentul Securității Statului = Departament de Seguretat de l'Estat) era el servei secret del Partit Comunista de Romania. Anteriorment la policia secreta s'anomenava Siguranța Statului (Seguretat de l'Estat)
Aquest departament va ser fundat el 30 d'agost de 1948 amb l'ajut de l'NKVD de la Unió Soviètica. Va ser abolida el desembre de 1989 poc després de l'execució del president Nicolae Ceaușescu.
El seu propòsit oficial era «defensar les conquestes democràtiques i les garanties de seguretat dels pobles romanesos tant en enemics interns com externs».
La Securitate era, en proporció de la població de Romania una de les policies secretes més dotades i brutals dels països de règim comunista de l'Est d'Europa. El primer pressupost de la Securitate de 1948 establia 4.641 llocs de treball, dels quals 3.549 estaven ja ocupats el febrer de 1949. Cap a 1951, la plantilla de la Securitate s'havia incrementat fins a cinc vegades i el gener de 
 tenia 25.468 empleats. Sota el règim de Ceaușescu, la Securitate ocupava uns 11.000 agents i mig milió d'informadors en un país amb sols 22 milions d'habitants l'any 1985.